# Крепость Кёроглу
Крепость Парисос (азерб. Pərisuz/Koroğlu qalası) — средневековая крепость, которая находится между селами Галакенд и Мискинли Гедабекского района Азербайджанской Республики. 

## Расположение
Парисосская крепость расположена на высоте 2000 метров над уровнем моря, между деревнями Галакенд и Мискинли, на вершине скалистого утёса. На западной стороне башни имеется крутой обрыв. Толщина стен крепости более метра в ширину, что делало её устойчивой к вражескому нападению. Внутри крепости сохранились руины ветряной мельницы, тендира и водного резервуара. Предполагается, что существуют скрытые подземные туннели.

## История
Название крепости связано с именем Кёроглу. Крепости с таким названием встречаются в Шамкире, Гедабеке, Товузе и других регионах. Как правило, общая особенность крепостей Кёроглу - они в основном построены в XVII веке и в военно-стратегическом положении на высотных, недоступных местах. Некоторые исследователи утверждают, что возраст памятника старше. По их словам, возраст этих памятников восходит дальше, чем Кероглу, который жил в XVI-XVII веках.